# Amuda
Amuda (in arabo عامودا‎?, ʿĀmūdā; in curdo Amûdê‎) è una città della Siria situata nel governatorato di al-Hasaka. La grande maggioranza della popolazione di Amuda è costituita curdi, con significative minoranze di arabi e di assiri.

## Storia
Il 13 novembre 1960, la cittadina fu teatro di una grave tragedia, che portò alla morte 152 ragazzi bruciati vivi dall'incendio di un cinema.